# Governo Tommasi II
Il governo Tommasi II è stato il settimo governo del Regno delle Due Sicilie. Rimase in carica dal 25 gennaio 1830 all'11 marzo 1831.

## Composizione
- Donato Tommasi: Presidente del Consiglio dei ministri.
- Giuseppe Ceva Grimaldi Pisanelli, marchese di Pietracatella, duca delle Pesche: Ministro Segretario di Stato degli Affari Interni.
- Antonio Statella, principe di Cassaro: Ministro Segretario di Stato degli Affari Esteri (27/07/1830-20/03/1840).
- Donato Antonio Tommasi, marchese di Casalicchio: Ministro Segretario di Stato di Grazia e Giustizia.
- Donato Antonio Tommasi, marchese di Casalicchio: Ministro Segretario di Stato degli Affari Ecclesiastici.